# Яма отчаяния
Яма отчаяния — название, используемое американским сравнительным психологом Гарри Харлоу для обозначения устройства, технически называемого «вертикальной камерой», которое он использовал в опытах на макак-резусах в Висконсинском университете в Мадисоне в 1970-е годы.

## Предыстория
Значительная часть научной карьеры Харлоу была потрачена на изучение материнской связи, что в своих трудах он описал как «природу любви». Эти эксперименты включали выращивание новорождённых изолированных обезьян и обезьян с различными версиями суррогатных матерей.
Цель эксперимента заключалась в разработке и исследовании животной модели клинической депрессии. Первые эксперименты Харлоу включали изоляцию обезьяны в клетке, окружённой стальными стенками с небольшим зеркалом, обеспечивающим одностороннее наблюдение. Единственной связью обезьяны с миром были руки экспериментаторов, которые периодически меняли постельное бельё или воду и еду. Детёныши обезьян были помещены в эти клетки вскоре после рождения: четверо были оставлены в течение 30 дней, четверо в течение шести месяцев и четверо в течение года.
В результате эксперимента обезьяны первой группы получили сильный психологический удар, а остальные не могли развить социальные навыки и были неспособны к размножению.

## Яма отчаяния
Позже Харлоу модифицировал конструкцию клетки, назвав её «Ямой отчаяния».
Хотя техническим названием новой клетки было «вертикальная камера», сам Харлоу настоял на том, чтобы назвать изобретение «яма отчаяния». Сначала он хотел назвать это «темницей отчаяния», а также использовал такие термины, как «колодец отчаяния» или «колодец одиночества». Писательница Дебора Блум пишет, что коллеги пытались убедить Харлоу не использовать такие описательные термины, так как, с политической точки зрения, менее визуально-резкое и менее откровенное название было бы проще.
Охарактеризовав депрессию как «состояние полной беспомощности и безнадёжности» или «погружение в пучину отчаяния», Харлоу и его коллега Стивен Суоми разработали устройство, которое воспроизводило такой «колодец отчаяния» как в физическом, так и в психологическом отношении.
Само устройство представляло собой небольшую камеру из металла, похожую на перевёрнутую пирамиду, со скользкими скошенными стенками. Верхняя часть камеры была закрыта решёткой. Обезьяны помещалась на самое дно камеры. Первые несколько дней они делали попытки пробраться по скользким стенкам к решётке наверх, но из-за конструкции камеры это было невозможно. Через несколько дней обезьяны сдавались и теряли волю к сопротивлению, забившись в угол.
Харлоу писал: «Большинство субъектов, как правило, предпочитают забиваться в угол нижней части аппарата. Можно было бы предположить, на данный момент, что они находят своё положение безнадёжным».
В своей докторской диссертации коллега Харлоу Стивен Суоми упоминал некоторые исследования, проводимые в «Яме отчаяния». Как писал Суоми, «камера изменила каждую обезьяну, которая входила в неё, в худшую сторону: пребывание в ней может сделать нормальных обезьян ненормальными, а ненормальных обезьян — патологически ненормальными».
Исследователи не смогли найти ни одной обезьяны, которая оказала бы хоть какое-то сопротивление. Действительно, яма стала мощным напоминанием, что даже здоровое нормальное детство не защищает от последствий депрессии.
В общей сложности около десятка обезьян вошли в яму. Писательница Д. Блум в своей книге «Любовь в парке Гун» описывает результат эксперимента: «Когда они вернулись в живой, дружелюбный гомон семьи, они, казалось, были не в состоянии восстановить связи. Они были отрешены, медленно реагировали на других обезьян. Обезьяны отвечали, наконец, бесспорной модели депрессии животных. Они были похожи на животных, погибших в этом аду одиночества. Гарри усердно работал, чтобы добиться этого».
После эксперимента Харлоу неоднократно пытался реабилитировать обезьян, которые подверглись той или иной степени изоляции, используя различные формы терапии. «В нашем исследовании психопатологии мы стали садистами, пытающимися произвести ненормальность. Сегодня мы психиатры, пытающиеся достичь нормальности и уравновешенности».

## Реакция и критика
Эксперименты Харлоу были осуждены в рамках научного сообщества и в других научных кругах. В 1974 году американский литературный критик Уэйн Бут писал: «Гарри Харлоу и его коллеги продолжают пытать приматов десятилетие за десятилетием, неизменно доказывая, что все мы знали заранее, социальные существа могут быть уничтожены путём уничтожения их социальных связей». Он также отмечал, что Харлоу не сделал никакого упоминания о критике этичности своей работы.
Профессор Чарльз Сноудон, в то время преподававший психологию в штате Висконсин, был потрясён конструкцией вертикальных камер. Когда он спросил, чем обусловлено использование именно этих камер, Харлоу ответил: «Именно так ощущает себя человек, находясь в депрессии».

Американский писатель и блогер Пол Клейнман в своей книге «Психология. Люди, концепции, эксперименты» описывал эксперименты Харлоу как противоречивые, характеризующиеся применением абсолютно негуманных методов, бесчеловечные исследования. «Решив проверить истинность пословицы „лучше поздно, чем никогда“, он на целых восемь месяцев изолировал новорожденных макак-резус, полностью лишив их контакта с другими обезьянами».